# Majhauliya
Majhauliya – gaun wikas samiti we wschodniej części Nepalu w strefie Sagarmatha w dystrykcie Siraha. Według nepalskiego spisu powszechnego z 2001 roku liczył on 774 gospodarstw domowych i 4326 mieszkańców (2169 kobiet i 2157 mężczyzn).